# Tipula (Savtshenkia) atlas
Tipula (Savtshenkia) atlas is een tweevleugelige uit de familie langpootmuggen (Tipulidae). De soort komt voor in het Palearctisch gebied.